# HeidiSQL
HeidiSQL est un outil d'administration de base de données possédant un éditeur SQL et un constructeur de requête. Il a été développé et optimisé pour être utilisé avec le SGBD relationnel MySQL disponible commercialement ou gratuitement.
À l'origine développé sous le nom MySQL-Front, en tant que shareware, le logiciel est devenu un projet libre en 2006 sous le nom de HeidiSQL à la suite d'un problème juridique avec MySQL AB relatif à l'utilisation d'un nom de marque.
HeidiSQL est capable de se connecter à des bases MySQL, MariaDB, Microsoft SQL Server, PostgreSQL et SQLite.